# Antonio Lo Schiavo
Antonio Lo Schiavo (Santa Teresa di Riva, 22 maggio 1916 – Pomigliano d'Arco, 14 febbraio 1943) è stato un militare italiano, medaglia d'oro al valor militare.

## Biografia

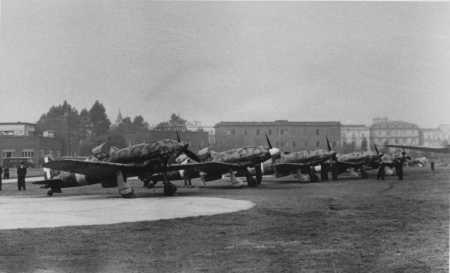
I Macchi 202 del XXII Gruppo C.T. a Capodichino

Si arruolò nel 1936 in aeronautica come allievo sergente pilota e fu assegnato alla Scuola di pilotaggio dell'aeroporto militare della Malpensa. Qui conseguì nel settembre 1936 la promozione a primo aviere.
Fu successivamente trasferito al 52º stormo caccia terrestre di Ghedi e vi ottenne la promozione a sergente pilota nel 1937. Fece domanda di permanenza in servizio e nel gennaio 1938 partì alla volta della Spagna, dove guadagnò una Croce di Guerra al Valor Militare. Vi rimase fino ad ottobre dello stesso anno, quando rientrò al 52º stormo da caccia. Nel giugno 1940 partecipò alle operazioni contro la Francia, per poi essere trasferito successivamente a Ciampino, dove prestò servizio nel 18° su Fiat C.R.42. Riassegnato al 22º gruppo Caccia Terrestre su Macchi M.C.200, nel marzo 1941 fu brevemente assegnato in Albania nell'ambito della Campagna italiana di Grecia, dove condusse alcune battaglie aeree contro formazioni miste di Gloster Gladiator e Hawker Hurricane.
Con la fondazione del Comando Aviazione del Corpo di spedizione italiano in Russia il 29 luglio 1941 sull'aeroporto di Tudora (Botoșani), Lo Schiavo vi fu trasferito il 12 agosto insieme ai piloti della 359ª, 362ª, 369ª e 371ª Squadriglia. Il Gruppo adottò uno spauracchio su triangolo bianco come stemma ed il 27 agosto entrò in azione abbattendo otto aerei sovietici, due Polikarpov I-16 e sei Tupolev SB-2, senza riportare perdite. Nei giorni successivi i sovietici non portarono più in volo i loro apparecchi, troppo vecchi a confronto dei Macchi. Gli italiani pensarono quindi di aver spaventato il nemico, da qui l'adozione dello spaventapasseri che fuma gli aerei nemici, rappresentati da otto stelle rosse, disegnato dal S.Ten. Biron. Alla fine di agosto il Gruppo si spostò a Kryvyj Rih ed a fine settembre a Zaporižžja. Il 9 novembre la 371ª Squadriglia fu inviata a Donec'k.
Quando alla vigilia di Natale si verificò un'offensiva sovietica, il C.S.I.R fu costretto a ritirarsi insieme alle divisioni tedesche del Gruppo d'armate Sud e gli MC 200 coprirono la ritirata ingaggiando numerosi combattimenti con caccia e bombardieri medi sovietici. Alla fine di dicembre la caccia italiana aveva abbattuto 12 aerei sovietici contro la perdita di un solo pilota. Il 5 febbraio, il Gruppo passò alla controffensiva, attaccando l'aeroporto sovietico di Kranyi Liman, mettendo fuori uso 10 caccia e bombardieri medi russi a terra e 5 in volo senza avere perdite. Dopo questa azione, gli MC 200 effettuarono, tra marzo ed aprile, molti mitragliamenti e bombardamenti di installazioni dell'aviazione attaccando gli aeroporti di Luskotova e Leninsklij Bomdardir. Ulteriori 4 aerei russi vengono abbattuti il 24 e 28 febbraio e 14 nel mese di marzo.
Il 22º Gruppo rientrò in Italia il 4 maggio 1942 lasciando i velivoli al subentrante 21º Gruppo.
Alla fine di giugno il gruppo fu rischierato in Sardegna con i nuovi Reggiane Re.2001 in versione caccia-bombardiere per la 359ª, 362ª e 369ª Squadriglia, al comando del maggiore Vittorio Minguzzi. Nell'ambito della Battaglia di mezzo agosto, ventisei Re.2001, insieme a quelli del 2º Gruppo autonomo provenienti dalla Sicilia, scortarono bombardieri e cacciabombardieri italiani contro il convoglio Pedestal presso La Galite, abbattendo tre velivoli britannici contro la perdita di un caccia.
Rischierato sull'aeroporto di Capodichino con compiti di difesa aerea, il gruppo fu equipaggiato con diversi modelli di apparecchi. Lo Schiavo partecipò valorosamente alla difesa aerea della città dai bombardamenti alleati come membro della 371ª Squadriglia, guadagnando nel dicembre 1942 una Medaglia d'argento al Valor Militare. Con l'intensificarsi delle incursioni avversarie, la caccia italiana si trovò sempre in maggior difficoltà. Il 14 febbraio 1943, intorno alle 17.18, la difesa aerea diede l'allarme segnalando una formazione di quindici bombardieri B-24 ad una quota di circa 5.000 metri. Lo Schiavo si levò in volo con il suo Macchi MC. 202 insieme a una formazione mista di italiani e di tedeschi su Messerschimitt Bf. 109. Ingaggiati valorosamente in combattimento i bombardieri, riuscì ad abbatterne uno, venendo tuttavia colpito a sua volta e precipitando nei pressi di Pomigliano d'Arco. Alla sua memoria fu assegnata la Medaglia d'oro al Valor Militare.
Durante il conflitto, caddero anche tre dei suoi fratelli. Dal 2011 una via della cittadina di Santa Teresa di Riva porta il nome dei Fratelli Lo Schiavo.

## Onorificenze
In una incursione aerea nemica da parte di numerose formazioni di quadrimotori impegnava l'impari lotta ed abbatteva un apparecchio nemico. In una seconda incursione aerea si lanciava col suo velivolo all'attacco conscio della formidabile reazione avversaria. La lotta che sosteneva con pochi gregari veniva coronata dall'abbattimento di uno dei velivoli incursori. Con l'apparecchio crivellato dalle raffiche avversarie, continuava strenuamente la lotta finché, colpito a morte immolava la sua giovane vita per la grandezza della Patria ".
Incurante della schiacciante superiorità numerica del nemico, impegnava aspro combattimento riuscendo ad abbattere uno degli incursori.